# ریلاینس اینداستریز
ریلاینس اینداستریز لیمیتد (به انگلیسی: Reliance Industries Limited) شرکت خوشه‌ای چندملیتی هندی است، که در سال ۱۹۶۶ در قالب یک کارخانه نساجی، توسط دیروبهائی آمبانی تأسیس شد. امروزه تمرکز اصلی این شرکت بر صنایع گوناگونی معطوف است.
شرکت صنایع ریلاینس یکی از بزرگترین شرکت‌های صنعتی-بازرگانی در کشور هند است و ازنظر میزان درآمد سالیانه، پس از شرکت نفت هند، دومین شرکت بزرگ هند، به‌شمار می‌آید. ریلاینس اکنون بزرگترین شرکت بخش خصوصی هند می‌باشد و در سال ۲۰۱۲ در فهرست فورچون جهانی ۵۰۰ در رتبه ۱۹ از بزرگترین شرکت‌های جهان قرار داشت.
شرکت صنایع ریلاینس، دارای نخستین و نامدارترین کارخانه نساجی هند بوده، همچنین مالک پالایشگاه جام‌نگر می‌باشد، که به‌عنوان بزرگترین پالایشگاه جهان شناخته می‌شود.
دفتر مرکزی این شرکت، در منطقه مهاراشترا شهر بمبئی قرار دارد. موکش آمبانی مالک اصلی ریلاینس است، که هم‌اکنون به‌عنوان مدیرعامل و رییس هیئت مدیره این شرکت فعالیت می‌کند.

## تاریخچه
شرکت صنایع ریلاینس، در میانه دهه ۱۹۶۰ با احداث یک کارخانه نساجی، فعالیت خود را آغاز نمود. امروزه این شرکت، نه‌تنها تولیدکننده منسوجات می‌باشد، بلکه مواداولیه خود را، برای تولید مواد مصنوعی منسوجات، از پالایشگاه و کارخانه پتروشیمی خود، تأمین می‌کند.
در مقایسه با دیگر شرکت‌های هندی که دیرینگی آن‌ها به قرن نوزدهم می‌رسد، ریلاینس شرکتی جدید در صحنه رقابت شرکت‌های بزرگ هند می‌باشد.
بنیانگذار شرکت ریلاینس، فردی به نام «دیروبهائی آمبانی» فرزند یک تاجر، که در سال ۱۹۳۲ در گجرات متولد شده و اولین فعالیت او در یک شرکت تجاری غربی، در یمن و فروش فراورده‌های نفتی بود، اما در سال ۱۹۵۸ به بمبئی بازگشت و به فروش منسوجات و وسایل رفاهی مشغول شد. پس از کسب مجوز واردات الیاف و نخ‌های ریسندگی، در سال ۱۹۶۶ به احداث کارخانه بافندگی در احمدآباد واقع در غرب هند اقدام نمود.
این کارخانه ۱۱ سال بعد، به ثبت رسید و در زمان حکومت سونیا گاندی بین سال‌های ۱۹۸۰ تا ۱۹۸۴ با کسب مجوز تولید الیاف پلی‌استر، به اوج شکوفایی خود رسید. با کسب دیگر مجوزها از دولت گاندی، این شرکت استراتژی خود را در ایجاد یکپارچگی، آغاز نمود.
در سال‌های بعد، با پشتیبانی دو پسر خود آنیل و موکش آمبانی، این شرکت فعالیت‌های خود را در حوزه نفت، آغاز نمود و این دگرگونی در زمانی صورت گرفت، که هند کوشش می‌نمود، تا از دوره قوانین محدود خود، به سوی فعالیت‌های بخش خصوصی و محیط هر چه آزادتر امروزی، حرکت نماید.
در برخی از مطبوعات، از «دورباهی آمبانی» به عنوان یکی از اشخاص محوری و مؤثر هند نوین، یاد شده‌است. پیشرفت این شرکت بیشتر محافظه‌کارانه و سرشار از بحران‌ها و مسائل رقابتی بوده‌است. شبکه عظیم ارتباطی این شرکت، در تجارت و نظام اداری آن، اگرچه با انتقاداتی از نظر گونۀ به‌کارگیری شبکه برخوردار بوده‌است، اما این انتقادات توسط آمبانی «حسادت» تلقی گردیده است.
آمبانی می‌گوید:
ما به شدت تلاش می‌کنیم تا در زمره بهترین شرکت‌های رقیب، در سطح جهان، در همه جوانب تجارت خود، قرار گیریم.
پس از "دیروبهائی آمبانی"، پسرش "موکش آمبانی" سکان رهبری صنایع ریلاینس را به‌دست گرفت. در دوران ریاست موکش آمبانی، این شرکت با شتاب بسیار، توسعه پیدا کرد. موکش آمبانی، اکنون، به‌عنوان رییس هیئت مدیره شرکت ریلاینس، فعالیت می‌نماید.
این گروه در چارچوب تقاضای خود به سوی یکپارچگی پیش می‌رود. طرح‌های پایین‌دستی این شرکت به تنهایی مصرف‌کننده ۲۵٪ تا ۳۰٪ درصد از بازده پالایشگاه خود می‌باشد.
اکنون، این شرکت فعالیت‌های خود را، برای اکتشاف و تولید نفت و گاز، واردات ال‌ان‌جی و احداث نیروگاه، توسعه داده است.
در آوریل ۲۰۰۵ ریلاینس ۲،۱۲ مجوز اکتشاف گاز و نفت را، از دولت مرکزی هند اخذ نمود، به طوری که اکنون، شرکت ریلاینس دارای ۱۴ مجوز برای اکتشاف دریایی، به وسعت ۱۰۰ هزار کیلومترمربع می‌باشد، که بخشی از آن‌ها فعالیت‌های اجرایی مناطق نفت و گاز را شامل می‌گردد.
در بخش نیرو یا برق، این شرکت در نیروگاهی با ظرفیت ۶ هزار مگاوات سرمایه‌گذاری نموده و به تازگی، در پروژه‌های مربوط به نیروگاه‌هایی با سوخت گازی، که بخشی از سوخت آن‌ها از طریق واردات ال‌ان‌جی تضمین می‌گردد، وارد شده‌است.
ریلاینس در دیگر نقاط جهان نیز، به‌عنوان تولیدکننده نفت و گاز و مجری عملیات پالایشگاهی و کارخانه های پتروشیمی فعالیت دارد. کل درآمد این شرکت در سال مالی ۲۰۱۰، معادل ۷۶٫۱۱ میلیارد دلار و سودخالص آن ۴٫۱۱ میلیارد دلار بوده‌است.

## فعالیت‌ها
کسب‌وکار شرکت ریلاینس، به سه بخش عمده تقسیم می‌شود:
- صنعت نفت: اکتشاف، استخراج، خرید و فروش نفت خام و گاز طبیعی، صنایع پتروشیمی، ساخت و مدیریت پالایشگاه‌های نفت و پالایشگاه گاز.
- صنعت نساجی: تولید، خرید و فروش محصولات نساجی
- صنعت مخابرات: ارائه تجهیزات مخابراتی، اینترنت و پهنای باند.

ریلاینس یکی از بزرگترین شرکت‌های تجاری هند و از نظر درآمد سالانه، دومین شرکت هند، پس از شرکت نفت هند می‌باشد.
این شرکت بزرگترین شرکت بخش خصوصی در کشور هند است. ریلاینس در رتبه‌بندی فورچون جهانی ۵۰۰، رتبه نوزدهم را در فهرست بزرگترین شرکت‌های جهان در سال ۲۰۱۲ بدست آورد.
شرکت صنایع ریلاینس، هم‌اکنون یکی از بزرگترین شرکت‌های صنعتی هند و نخستین و نامدارترین دارنده کارخانه نساجی و نیز پتروشیمی در هندوستان می‌باشد. با این حال، این شرکت همچنین در فعالیت‌های بالادستی نفت، شامل: اکتشاف و تولید گاز، نیروگاه و واردات گاز مایع، مشغول می‌باشد.

## پالایشگاه جام‌نگر
جواهری در تاج! به "پالایشگاه جام‌نگر" واقع در شمال‌غربی هند در ایالت گجرات اطلاق می‌گردد. این مجتمع نخستین پالایشگاه کاملاً خصوصی هند و بزرگترین آن، در جهان می‌باشد. این پالایشگاه فعالیت خود را در اواسط سال ۱۹۹۹ آغاز نمود و اکنون با ظرفیت عملیاتی ۶۰۰ هزار بشکه در روز، حدود یک‌چهارم از کل ظرفیت پالایشی کشور هند را به خود اختصاص داده است.
این مجتمع با بیش از ۳۱ کیلومتر مربع مساحت، با برخورداری از بندری برای بارگیری فراورده‌های نفتی معادل ۵۰ میلیون تن در سال، طی ۳۶ ماه احداث گردید.
تولیدات این پالایشگاه علاوه بر صادرات به بازارهای خارج، خوراک لازم را برای بخش پتروشیمی این کشور، که طی چندین سال گذشته به ارزش ۷٫۸۶ میلیارد دلار سرمایه‌گذاری گردیده است، نیز تأمین می‌کند.
واحد کراکر این مجتمع، با ظرفیت تولید ۷۵۰۰ تن اتیلن و ۳۶۵۰۰ تن پروپیلن در سال، به گونه‌ای طراحی شده، که بتواند سوخت کنونی آن از نفت کوره سنگین را، به گازوییل و بنزین پالایش نماید.
اکنون ریلاینس، یک شرکت راهبردی عرصه پتروشیمی هند بوده و در پی آن است، تا موقعیت خود را با کسب ۲۵٪ درصد از ۵۶٪ درصد سهام دولت هند در بخش پتروشیمی را، از آن خود نماید.

## بخش پایین‌دستی
ریلاینس قادر خواهد بود، تا مدیریت آی‌پی‌سی‌ال را با در اختیار گرفتن دو واحد کراکر و واحدهای پایین‌دستی در قندهار، گجرات و مهاراشترا بدست آورد. 
در جای دیگر، این شرکت تلاش می‌کند، که در آسام، ایالت شرقی هند واحد کراکر گاز احداث نماید. پیشرفت‌های حاصله به علت عدم دستیابی توافق در مذاکرات با دولت بر سر طرح تولید اتیلن با ظرفیت ۳۰ هزار تن در سال، چندان سریع نبوده‌است.
به‌تازگی اختلافات بر سر قیمت گاز، مالکیت تسهیلات جداسازی گاز و انتخاب محل، بین این شرکت و دولت هند، حل شده‌است. شرکت ریلاینس، از مقامات هند، تعهد یک یارانه نقدی و عرضه گاز به بالاترین قیمت یارانه‌ای برای منطقه‌ای که کمترین سرمایه‌گذاری بخش خصوصی را به سوی خود جلب نموده، را نیز گرفته‌است.

## بخش بالادستی
دولت هند در خط مشی بسیار باز و ترغیب‌کننده خود به سوی اکتشاف و تولید نفت و گاز از مناطق جدید توسط بخش خصوصی، ریلاینس را در خط مقدم دیگر شرکت‌کنندگان در مزایده قرار داده است. این شرکت در این‌گونه فعالیت‌ها، یک شرکت نوظهور تلقی نمی‌گردد. این گروه اکنون در توسعه و عملیات چهار منطقه کشف‌شده دیگر، با کسب مجوزهایی در گذشته، مشغول می‌باشد.
این مناطق با نام‌های موکتا، پانا، تاپتی وسطی، تاپتی جنوبی از مناطق دریایی واقع در غرب هند، از طریق مشارکتی ثبت نشده میان ریلاینس، انرون از آمریکا و شرکت اوان‌جی‌سی از هند بهره‌برداری می‌گردند، که ریلاینس از ۳۰٪ درصد از سهام این مشارکت برخوردار می‌باشد. این مشارکت قرار است علاوه بر ۸۹۸٫۷۸ میلیون دلار سرمایه‌گذاری کنونی خود، ۲۲۴ میلیون دلار دیگر نیز، بر روی این مناطق سرمایه‌گذاری نماید.
تولید در این مناطق رو به افزایش می‌باشد. بررسی‌ها و حفاری‌ها نشانگر وجود ذخایر درجاتی گاز در مناطق تاپتی به میزان ۳٫۷ تریلیون فوت‌مکعب می‌باشد.
ذخایر قابل برداشت نفت و گاز در مناطق پانا و موکتا نیز با ۲۸٪ درصد افزایش، ۲۶۹ میلیون بشکه معادل نفت ارزیابی گردیده‌اند. ذخایر گاز همراه نیز در مقایسه با گذشته از افزایشی برابر ۸۴٪ درصد برخوردار بوده‌است.
اعطای مجوزهای جدید برای بلوک‌های داخلی نفت و گاز، ریلاینس را تبدیل به بزرگترین شرکت بخش خصوصی در صنعت نفت و گاز هند نموده است. در مجمع عمومی سالیانه این شرکت، آمبانی اعلام نمود، که ورود این گروه به تجارت نفت و گاز بخشی از استراتژی این شرکت به منظور کاهش واردات خارجی برای هند و برای شرکت ریلاینس بوده‌است.
جدا از فعالیت‌های داخلی، این گروه به جستجوی فرصت‌های خاصی در خارج از هند نیز پرداخته است. از جمله فعالیت‌های این شرکت در خارج از هند، می‌توان به حضور آن در آب‌های عراق و نیز حضور در میادین نفت و گاز ایران اشاره کرد.

## تولید برق
ریلاینس اکنون، تولید ۱۰ هزار مگاوات در بخش نیرو را به خود اختصاص داده است. سرمایه‌گذاری‌های کنونی این شرکت در پروژه‌های مختلف نیروگاهی با ظرفیت ۶ هزار مگاوات، فاز نخست نیروگاه «باوانا» واقع در دهلی‌نو با ظرفیت ۴۲۱ مگاوات و با سوخت گاز را نیز شامل می‌گردد.
این شرکت با فعالیت‌های بالادستی نفت و گاز، فعالیت‌های تجاری خود را در بخش نیرو توسعه داده است و مواد اولیه برای تولید پتروشیمی و صنایع منسوجات و در پایان انرژی نیروگاه‌ها را از این مسیر، تأمین می‌نمایند..

## بورس اوراق بهادار
سهام شرکت صنایع ریلاینس در بازارهای بورس اوراق بهادار ملی هند و بورس اوراق بهادار بمبئی (که معتبرترین بازارهای بورس در هندوستان و جزو ۲۰ بورس معتبر جهان می‌باشند) معامله می‌شود. همچنین معادل ۳٫۴۶٪ درصد از سهام این شرکت نیز، در بازار بورس اوراق بهادار لوگزامبورگ عرضه شده‌است.